# Katylina
Lucjusz Sergiusz Katylina, Lucius Sergius Catilina (ur. 109 p.n.e., zm. 62 p.n.e.) – rzymski polityk i awanturnik.
Walczył w wojnie ze sprzymierzeńcami w 89 r. p.n.e. Pretor w roku 68 p.n.e. Uczestnik dwóch spisków, mających na celu zdobycie władzy. Udział w pierwszym jest przedmiotem sporów historyków (przywódcami byli wtedy Marek Licyniusz Krassus i Gajusz Juliusz Cezar), na pewno był natomiast przywódcą drugiego w 63 r. p.n.e. Spisek, znany jako sprzysiężenie Katyliny, został udaremniony przez urzędującego wtedy konsula – Cycerona. W jego następstwie doszło jednak do wojny domowej, w której wojska Katyliny zostały w styczniu 62 r. p.n.e. zniszczone w bitwie pod Pistorią, a on sam poniósł śmierć w walce. Podstawowym źródłem do poznania działalności Katyliny jest dzieło historyczne Salustiusza Sprzysiężenie Katyliny, napisane 20 lat po przedstawianych wydarzeniach.